# Henri Van Schingen
Henri Van Schingen (Beauraing, 3 dicembre 1888 – Kikwit, 2 luglio 1954) è stato un missionario e vescovo cattolico belga.

## Biografia
Nel 1909 abbracciò la vita religiosa nella Compagnia di Gesù e nel 1917 fu inviato in Congo. Fu ordinato prete a Lovanio nel 1921.
Svolse il suo apostolato nella missione del Koango, di cui nel 1936 fu nominato vicario apostolico con il titolo di vescovo di Felbes.
Fondò la congregazione indigena delle suore di Maria.

## Genealogia episcopale e successione apostolica
La genealogia episcopale è:
- Cardinale Scipione Rebiba
- Cardinale Giulio Antonio Santori
- Cardinale Girolamo Bernerio, O.P.
- Arcivescovo Galeazzo Sanvitale
- Cardinale Ludovico Ludovisi
- Cardinale Luigi Caetani
- Cardinale Ulderico Carpegna
- Cardinale Paluzzo Paluzzi Altieri degli Albertoni
- Papa Benedetto XIII
- Papa Benedetto XIV
- Papa Clemente XIII
- Cardinale Marcantonio Colonna
- Cardinale Giacinto Sigismondo Gerdil, B.
- Cardinale Giulio Maria della Somaglia
- Cardinale Carlo Odescalchi, S.I.
- Vescovo Eugène de Mazenod, O.M.I.
- Cardinale Joseph Hippolyte Guibert, O.M.I.
- Cardinale François-Marie-Benjamin Richard
- Cardinale Pietro Gasparri
- Cardinale Clemente Micara
- Cardinale Jozef-Ernest Van Roey
- Vescovo Alphonsus Verwimp, S.I.
- Vescovo Henri Van Schingen, S.I.

La successione apostolica è:
- Vescovo Joseph Guffens, S.I. (1949)